# کوه کامی
کامی یاما (به ژاپنی: 神山 kamiyama) به معنی کوه خداست و در استان کاناگاوا (神奈川県) قرار دارد. ارتفاع این کوه ۱۴۳۸ متر است. این کوه مرتفع‌ترین کوه در بین کوه‌های هاکونه (箱根山) محسوب می‌شود.

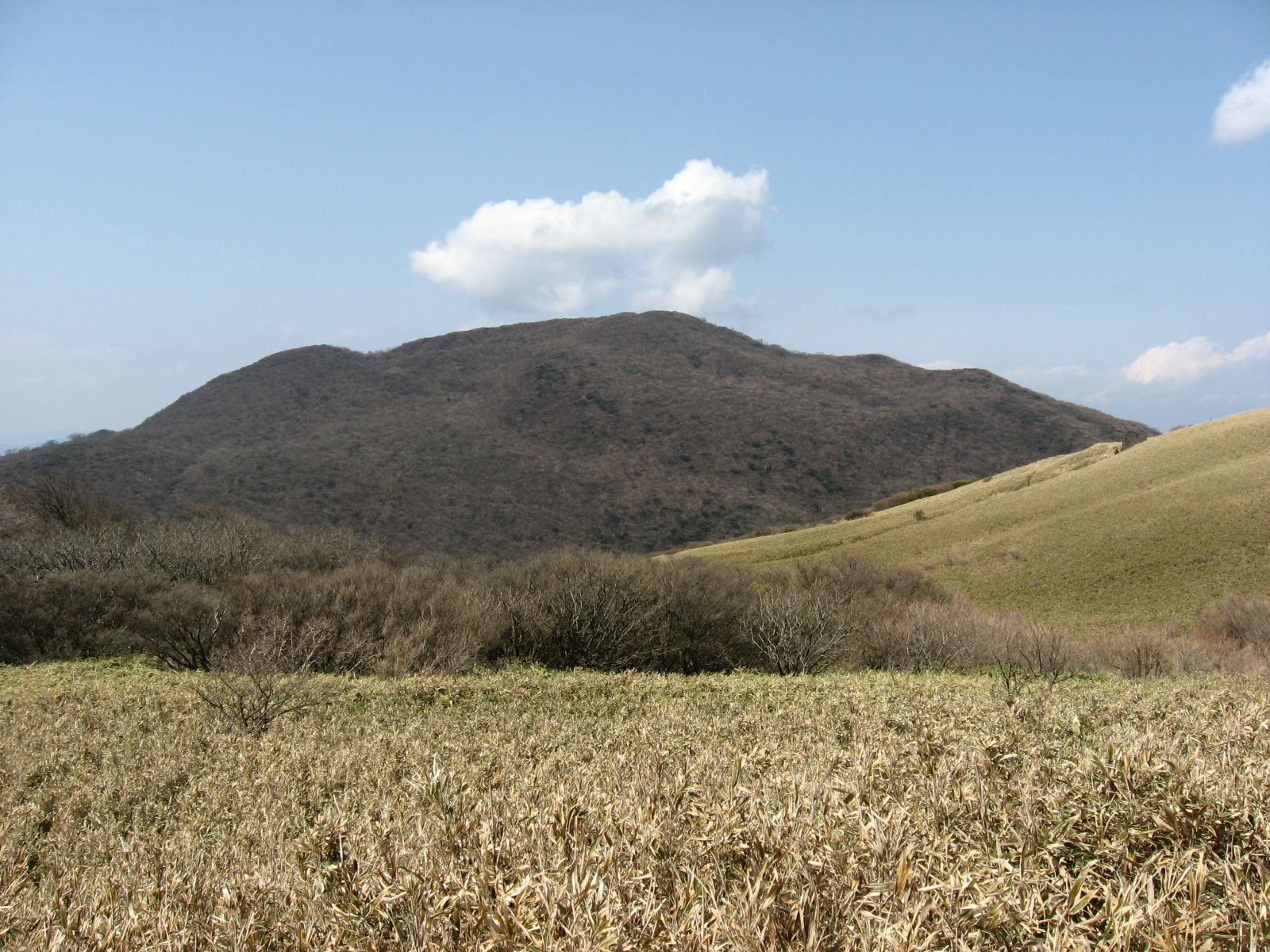
میوجوگاتاکه (神山) در ناحیهٔ هاکُونه.